# Fernando José Castro Aguayo

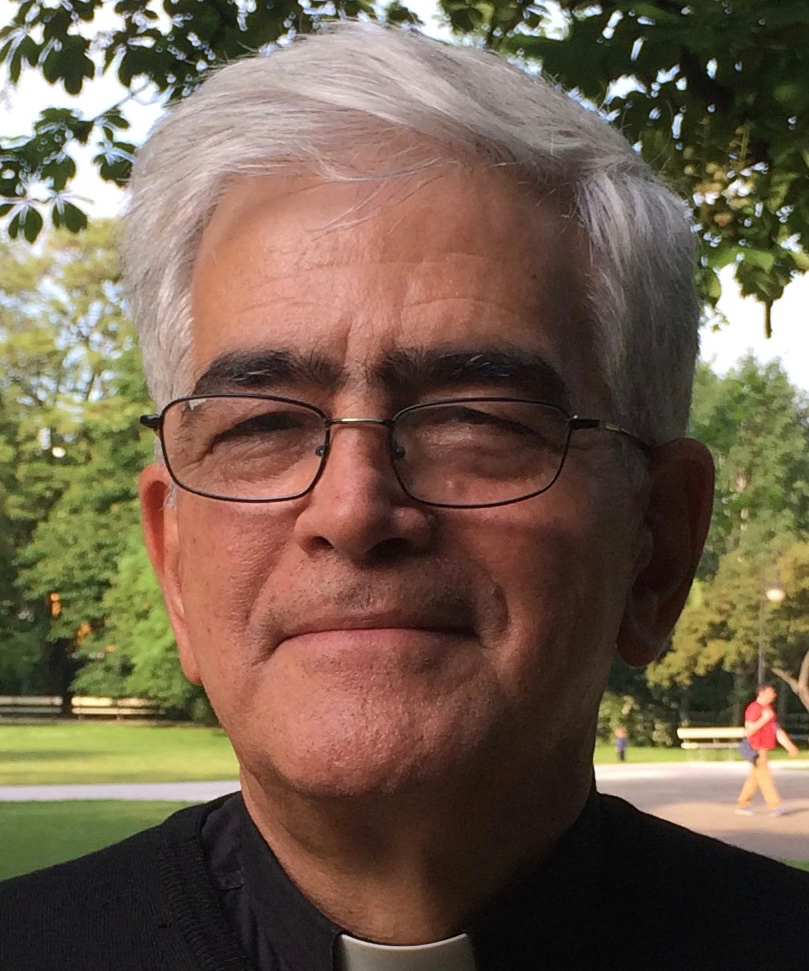
Msgn. Fernando José Castro Aguayo (2016)

Fernando José Castro Aguayo (* 29. Juli 1951 in Caracas, Venezuela) ist ein venezolanischer Geistlicher und römisch-katholischer Bischof von Margarita.

## Leben
Fernando José Castro Aguayo trat der Personalprälatur Opus Dei bei und Johannes Paul II. weihte ihn am 31. Mai 1984 zum Priester.
Papst Benedikt XVI. ernannte ihn am 27. Juni 2009 zum und Weihbischof in Caracas und Titularbischof von Ampora. Der Erzbischof von Caracas, Jorge Liberato Kardinal Urosa Savino, spendete ihm am 26. September desselben Jahres die Bischofsweihe; Mitkonsekratoren waren Ubaldo Ramón Santana Sequera FMI, Erzbischof von Maracaibo, und Baltazar Enrique Porras Cardozo, Erzbischof von Mérida.
Papst Franziskus ernannte ihn am 4. August 2015 zum Bischof von Margarita. Die Amtseinführung fand am 10. Oktober desselben Jahres statt.